# Соловей, Андрей Викторович
Андрей Викторович Соловей (бел. Андрэй Віктаравіч Салавей; род. 13 декабря 1994, Берёза, Брестская область) — белорусский футболист, полузащитник мозырской «Славии». Младший брат Артёма Соловья.

## Клубная карьера
Воспитанник ДЮСШ № 1 г. Береза (первый тренер Ю. Н. Тюшкевич) Играл за дубль брестского «Динамо», а начиная с 2012 вошёл в основной состав брестского «Динамо».
В сезоне 2013 лишь во второй половине стал появляться на скамейке запасных, откуда иногда выходил на замену. 1 сентября 2013 забил свой первый гол за основную команду, чем принес победу над клубом «Нафтан» (2: 1).
В первой половине сезона 2014 не играл из-за травмы, в июне 2014 вернулся в строй. В ноябре 2014 впервые появился в стартовом составе брестской команды. В феврале 2015 года продлил контракт с «Динамо». В сезоне 2015 уже прочно закрепился в основе брестчан, стал использоваться преимущественно на позиции нападающего.
В январе 2016 года отправился на просмотр в жодинский клуб «Торпедо-БелАЗ» и в итоге подписал контракт с этим клубом. В составе жодинского клуба стали играть в основном на дубль, изредка выходя на замену в основном составе. В июле 2016 года он ушел в вооруженные силы и вернулся в команду в сентябре. В первой половине сезона 2017 года он играл исключительно за дубль «Торпедо». В июле 2017 года по соглашению сторон он расторг контракт с клубом и перешел в «Слоним-2017», где стал игроком основного состава.
В январе 2019 года он покинул слонимский клуб и вскоре перешел в гомельский «Локомотив». Зарекомендовавший себя как один из основных игроков клуба, в сезоне 2020 года с 21 голом стал лучшим бомбардиром Первой лиги.
В январе 2021 года он подписал контракт с «Гомелем». По итогам года был признан лучшим футболистом Беларуси.
В январе 2022 года подписал трёхлетний контракт с солигорским «Шахтером». Дебютировал за клуб 5 марта 2022 года в матче за Суперкубок Беларуси против борисовского «БАТЭ», где вторые одержали победу. Первый матч в новом клубе в Высшей Лиге сыграл 19 марта 2022 года против брестского «Динамо». В матче 2 тура, который прошёл 3 апреля 2022 года, против могилёвского «Днепра» забил гол с пенальти и отдал одну результативную передачу. По итогу сезона стал чемпионом Высшей Лиги.
В марте 2023 года футболист на правах арендного соглашения присоединился к казахстанскому клубу «Аксу». По окончании срока арендного соглашения футболист покинул казахстанский клуб. В январе 2024 года футболист покинул солигорский «Шахтер».
В январе 2024 года футболист перешёл в мозырскую «Славию».

## Карьера в сборной
В августе 2015 года был впервые вызван в молодежную сборную Беларуси. Дебютировал за команду 6 сентября того же года в отборочном матче чемпионата Европы 2017 против Словакии, выйдя на замену на 78-й минуте.
2 июня 2021 года дебютировал в национальной сборной Беларуси в товарищеском матче против Азербайджана (1:2), выйдя на замену во втором тайме.
В марте 2022 года отправился вместе с национальной сборной на товарищеские матчи против Индии и Бахрейна, где футболист забил в обоих матчах.

### Матчи за сборную
| Матчи Соловья за сборную Беларуси | Матчи Соловья за сборную Беларуси | Матчи Соловья за сборную Беларуси | Матчи Соловья за сборную Беларуси | Матчи Соловья за сборную Беларуси | Матчи Соловья за сборную Беларуси |
| №                                 | Дата                              | Оппонент                          | Счёт                              | Голы                              | Соревнование                      |
| --------------------------------- | --------------------------------- | --------------------------------- | --------------------------------- | --------------------------------- | --------------------------------- |
| 1                                 | 2 июня 2021                       | Азербайджан                       | 1:2                               | —                                 | Товарищеский матч                 |
| 2                                 | 8 октября 2021                    | Эстония                           | 0:2                               | —                                 | Отборочные матчи ЧМ-2022          |
| 3                                 | 11 октября 2021                   | Чехия                             | 0:2                               | —                                 | Отборочные матчи ЧМ-2022          |
| 4                                 | 16 ноября 2021                    | Иордания                          | 1:0                               | —                                 | Товарищеский матч                 |
| 5                                 | 26 марта 2022                     | Индия                             | 3:0                               | 1                                 | Товарищеский матч                 |
| 6                                 | 29 марта 2022                     | Бахрейн                           | 1:0                               | 1                                 | Товарищеский матч                 |

Итого: 6 матча / 2 голов; 3 победа, 0 ничьих, 3 поражения.

## Достижения

### Командные
- Обладатель Кубка Беларуси: 2015/16
- Победитель Высшей Лиги: 2022
- Обладатель Суперкубка Беларуси: 2023

### Индивидуальные
- Лучший бомбардир Первой лиги Беларуси: 2020 (20 голов)
- Лучший нападающий чемпионата Беларуси: 2021
- В списке лучших футболистов чемпионата Беларуси: 2021
- Футболист года в Беларуси: 2021[11].